# Distretto di Aydıntepe
Il distretto di Aydıntepe (in turco Aydıntepe ilçesi) è uno dei distretti della provincia di Bayburt, in Turchia.